# Eugène Revillout

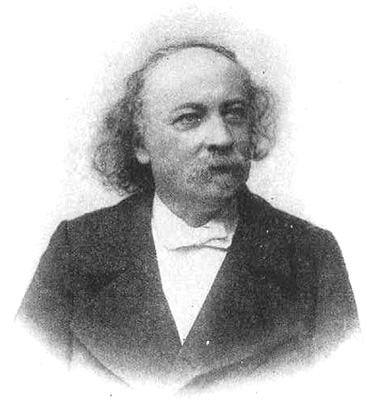
Eugène Revillout.

Eugène Revillout, född 4 maj 1843 i Besançon, död 1 februari 1913 i Paris, var en fransk egyptolog.
Revillout var från 1872 anställd som "conservateur adjoint" vid Louvrens egyptiska avdelning samt tillika professor vid den nybildade École du Louvre, där han föreläste i koptiska och demotiska. Han var en av sin tids främsta kännare av koptiskan. Han gjorde även en mängd viktiga upptäckter på demotiskans område och ansågs vara en av de efter Heinrich Karl Brugsch viktigaste främjarna av studiet av detta på grund av sin skrifts beskaffenhet synnerligen svåra språk. 
Revillouts många arbeten hade en ytterst polemisk form. Viktigast är Chrestomathie démotique (fyra band, 1880), Papyrus coptes (1876 ff.) och Apocryphes coptes (1876 ff.). Från 1880 utgav han en vetenskaplig tidskrift "Revue égyptologique", i vilken främst demotiska och koptiska behandlades.